# Esquadrão N.º 258 da RAF
No. 258 Squadron foi um esquadrão da Força Aérea Real durante a Primeira e a Segunda Guerra Mundial.

## História

### Primeira Guerra Mundial
O esquadrão foi formado em 25 de julho de 1918 a partir da 523ª, 525ª e 529ª Special Duties Flights em Luce Bay perto de Stranraer, na Escócia, sob o controle do Grupo N.º 25 da RAF. Foi equipado com biplanos de Havilland DH.6 e realizou patrulhas anti-submarinas no mar da Irlanda. Foi dissolvido em 5 de março de 1918.

### Segunda Guerra Mundial
O esquadrão foi re-formado em 20 de novembro de 1940 na RAF Leconfield, Yorkshire, como um esquadrão de caça equipado com aeronaves Hawker Hurricanes, comandado por Wilfred Clouston. Com base na RAF Acklington, eles mudaram-se para a RAF Jurby, na Ilha de Man. Em abril de 1941, o tempo do Esquadrão N.º 258 em Jurby havia chegado ao fim e eles foram transferidos para RAF Valley e daí para RAF Kenley em preparação para tomar a ofensiva contra o inimigo. Em outubro, eles foram impedidos de se preparar para uma mudança para o Extremo Oriente. Depois de alguns dias em Singapura, eles foram retirados para Sumatra e depois para Java, onde sofreram muitas perdas, mortos ou capturados pelos japoneses. Os sobreviventes transferiram as suas aeronaves para o Esquadrão N.º 605 e a maioria tentou escapar de navio para a Austrália, mas todos os navios foram afundados no caminho sem sobreviventes.
O esquadrão foi novamente re-formado no dia 1 de março de 1942 do Esquadrão G no Aeroporto de Ratmalana, perto de Colombo, Ceilão, mas sofreu graves perdas durante um ataque japonês em 5 de abril de 1942. Após um período na Birmânia (sob Neil Cameron), o esquadrão foi retirado para ser reequipado com aviões P-47 Thunderbolts. Em junho de 1945, ele começou a treinar para a invasão da Malásia, mas com a rendição japonesa, o esquadrão foi finalmente dissolvido em 31 de dezembro de 1945.
O esquadrão foi em grande parte tripulado por pilotos da Força Aérea Real da Nova Zelândia.